# Bhanja virus
Il virus Bhanja è un flebovirus della famiglia Phenuiviridae nell'ordine Bunyavirales, trasmesso da zecche; trovato per la prima volta in una zecca (Haemaphysalis intermedia) prelevata da una capra paralizzata a Bhanjanagar, in India, nel 1954. 
Il virus Bhanja nell'uomo è stato documentato per la prima volta nel 1974 quando Charles Calisher si infettò da solo mentre stava lavorando con questo virus in un laboratorio. La sua infezione con il virus è stata lieve e includeva sintomi come un lieve dolore ai muscoli e alle articolazioni, mal di testa moderato e leggera fotofobia.
Il virus Bhanja è un membro del sierocomplesso del virus Bhanja.

## Trasmissione
Il virus Bhanja trasmesso dalle zecche è stato anche isolato soprattutto nelle zecche dei generi Dermacentor e Haemaphysalis, sebbene possa essere trasmesso da qualsiasi zecca Ixodidae. Il virus Bhanja non è noto per una trasmissione inter-umana.

## Ospite
Il virus Bhanja è stato trovato negli animali vertebrati, più comunemente in pecore, capre, bovini, ricci africani (Atelerix albiventris) e scoiattoli di terra africani (Xerus erythropus). È noto essere patogeno nei piccoli animali e nei bambini e può anche infettare gli umani adulti.

## Sintomi
Il virus Bhanja produce malattie febbrili nell'uomo con sintomi tra cui fotofobia, vomito, meningoencefalite e paralisi lieve o transitoria.

## Trattamento
Il trattamento dipende dalla gravità dei sintomi; il trattamento consiste principalmente nel ridurre segni e sintomi; per il quale è suggerito l'antipiretico paracetamolo.

## Prevenzione
La prevenzione è comune a quella di qualsiasi puntura di zecca, evitare fogliame eccessivo e aree cespugliose. Se entri in contatto con queste aree, indossa maniche lunghe e pantaloni per coprire quanta più pelle possibile. Prestare particolare attenzione nelle aree utilizzate per pascolare o nutrire capre o pecore.

## Posizione
Il virus Bhanja è stato isolato in Europa, tra cui: Italia, Croazia, Bulgaria, Romania, Slovacchia orientale, in Asia, tra cui: India, Kirghizia, Kazakistan, Azerbaigian, Armenia e in Africa, tra cui Senegal, Guinea, Nigeria, Camerun, Centro Africa, Kenya, Somalia.
Esiste la possibilità che gli uccelli migratori abbiano un ruolo nella diffusione del virus trasportando zecche infette su di loro in nuove regioni.